# منصور المستنصر بالله
أمِيرُ اَلْمُؤْمِنِين وَخَلِيفَةُ المُسْلِمِين أبُو جَعْفَر مَنْصُور المُسْتَنْصِر بالله بن مُحَمَّد الظَّاهِر بن أحمَد النَّاصِر بن الحَسَن المُسْتَضِيء بن يُوسف المُسْتَنْجِد اَلْعَبَّاسِي اَلْهَاشِمِيِّ اَلْقُرَشِيِّ (588 - العاشِر من جَمادَى الآخِرة 640 هـ / 1192 - الحادِي عَشَر من دِيسَمْبَر 1242 م)، المعرُوف اختصارًا باسم المُسْتَنْصِر أو المُسْتَنْصِر بالله، هو الخليفة السَّادِس والثَّلاثُون من خُلفاء بَني العبَّاس.
بُويع المُسْتَنْصِر خليفةً في عام 1226، وحكم من بغداد حتى 1242 م. كان ابن الظاهر بأمر الله وحفيد الناصر لدين الله. خلفه في الحكم المستعصم بالله. بنى المدرسة المستنصرية.
ولد المستنصر بالله سنة 588 هـ من جارية تركية. كان جده الناصر يسميه القاضي لوفرة عقله. بويع بالخلافة في بغداد بعد وفاة أبيه عام 623 هـ. نشر العدل وبذل الإنصاف في القضايا. كرم أهل العلم والدين وقربهم، وأنشأ المساجد والمدراس والمستشفيات وعمل على تجميع الجيوش للدفاع عن دولة الإسلام. بنى المدرسة المستنصرية في بغداد على شط دجلة من الجانب الشرقي، وحشد العساكر والجيوش العظيمه لم يكن لبني العباس مثلها وكان قائد جيشه أخوه القائد الشجاع الزائد الشهامة الخفاجي بن الظاهر انتصر على جنود التتار في معركة خاضها ضدهم وأخذ الأراضي منهم واستأصلهم وقتل منهم خلقا كثيرا، ودامت أيام المستنصر بالله ودام عز الخلافة أيامه، من حوادثه
قال الإمام الذهبي: إن الوجيه القيرواني مدح المستنصر بقصيدة قال فيها:
فقاطعه شخص قائلا: (أخطأت؛ قد كان العباس حاضرا جد أمير المؤمنين ولم يكن المقدم إلا أبو بكر)، فأقر لهُ المستنصر بالله ذلك، وخلع عليهِ خلعة، وأمر بنفي ابن الوجيه إلى مصر.

## وفاته
توفي المستنصر بالله في بغداد في العاشر من جمادى الآخرة سنة 640 هـ.